# Ярослав Вєров
Ярослав Вєров — колективний псевдонім українських російськомовних письменників-фантастів Гліба Володимировича Гусакова та Олександра В'ячеславовича Христова.

## Творчий напрямок
Працює в напрямах наукової фантастики, філософської містики, психологічної прози, гумористичної фантастики.
Любить змішувати у творах різні напрями. Приклад суміші містики та фантастичної сатири — роман «Пан Чичиков» (рос. Господин Чичиков).

## Автори

### Історія псевдоніма
1995 року троє молодих науковців[джерело?] — Гліб Гусаков, Олександр Христов та Олексій Мухін вирішили розпочати письменницьку діяльність. Вони взяли творчий псевдонім «Три графомани» — за аналогією з «Трьома мушкетерами», «Трьома товаришами», «Трьома богатирями»… Однак видавцям це не сподобалося. Тому співавтори невдовзі змінили псевдонім на «Ярослав Вєров». А попередній невдовзі втратив актуальність, оскільки 2001 року Олексій Мухін залишив колектив.
Перша публікація: Три Графомана. «По велению души» // «Порог», № 10, 1999, Кіровоград

### Гліб Володимирович Гусаков
Народився 23 жовтня 1966 року в Донецьку. 1990 року закінчив Донецький політехнічний інститут, у 1993 — аспірантуру Донецького фізико-технічного інституту (ДонФТІ) за спеціальністю «Фізика твердого тіла». Наразі працює в ДонФТІ на посаді провідного інженера. 1988 року одружився, 1991 народилася дочка Ксенія.
Відомий реставратор ікон. Автор книг «Усім Скорботним Радість. Ікони XVI—XX ст. У приватних зібраннях м. Донецька» (рос. Всем Скорбящим Радость. Иконы XVI—XX вв. В частных собраниях г. Донецка) та «Благовіщення. Хроніки врятованого іконостаса» (рос. Благовещение. Хроники спасенного иконостаса) (обидві — у співавторстві з Олегом Мечиславовичем Здановичем).
Співзасновник та провідний редактор книжкового видавництва Снежный Ком М. Директор фестивалю фантастики «Сузір'я Аю-Даг» та літературного семінару «Партеніт».

### Олександр В'ячеславович Христов
Народився 1966 року. 1990 року здобув освіту фізика-теоретика у Донецькому державному університеті, кандидат фізико-математичних наук. Нині працює у ДонФТІ.

### Вєров-Мінаков
2006 року Гліб Гусаков, залишаючись під псевдонімом Вєров, склав новий співавторський дует з Ігорем Валерійовичем Мінаковим. Вєров-Мінаков працював у жанрі жорсткої наукової фантастики.
Співавтори випустили романи «Десант на Сатурн, або Триста років самотності» (2008), «Десант на Європу, або Повернення Мафусаїла» (2008), збірку «Операція „Вірус“» (2010) та повість «Cygnus Dei» (2010).
2013 року співавтори отримали премію «Меч Бастіону», яку за особливі заслуги у розвитку фантастики вручає Колегія літературно-філософської групи «Бастіон».

### Книжкові публікації. Романи та повісті
- 2002: роман «Хроніки Вторгнення»
- 2003: повість «Думкохід» (англ. Мыслеход; зб. «Усі прапори»)
- 2005: роман «Пан Чичиков»[15]
- 2007: роман «Завгосп Всесвіту»
- 2008: роман «Десант на Сатурн, або Триста років самотності» (Ярослав Вєров, Ігор Мінаков).
- 2008: роман «Десант на Європу, або Повернення Мафусаїла» (Ярослав Вєров, Ігор Мінаков)
- 2008: повість «Німецька казка» (збірка «Повернення Ктулху»)
- 2010: повість «Ключ до свободи» (Ярослав Вєров, Ігор Мінаков, збірка «Герої. Нова реальність»)
- 2010: авторська збірка «Операція „Вірус“»[14] (Ярослав Вєров, Ігор Мінаков)
- 2010: роман «Третя Концепція Рівноваги»
- 2010: повість «Cygnus Dei» (Ярослав Вєров, Ігор Мінаков; антологія «Бозон Хіггса»)
- 2011: роман «Двійники»
- 2011: роман «Пан Чичиков» (перевидання в авторській редакції, видавництво «Шико»)
- 2011: роман «Пан Чичиков» (подарункове видання, колекційна серія «Зоряний міст»[16]).
- 2012: роман «Меон та маленькі містечка Землі»
- 2013: повість «Готель для троглодита» (Ярослав Вєров, Ігор Мінаков; антології «Прискорювач» та «Справжня фантастика-2013»).
- 2014: повість «Гаряче літо вісімдесят третього» (антологія «Лабіринт Мебіуса»)

### Книжкові публікації. Оповідання, п'єси, поезія
- 2009: НФ-п'єса «Фізика везіння» (збірка «Справжня фантастика-2009»)
- 2010: оповідання «Механізм розкручування» (збірка «Російська фантастика-2010»)
- 2010: вірш «Мій Франкенштайн» («Містична Механіка»)
- 2010: оповідання «Бойовий Алфавіт» («Справжня Фантастика-2010»)
- 2010: оповідання «Бозон Хіггса» (антологія «Бозон Хіггса»)
- 2011: оповідання «Дама з собачкою» («Справжня Фантастика-2011»[17])
- 2011: оповідання «Нетрадиційний психоаналіз» (під псевдонімом Тетяна Паукова; антологія «Фемініум»[18])
- 2012: оповідання «Майже як люди» (збірка «Фантум-2012. Локальний екстремум»)
- 2012: оповідання «Степова ромашка» («Антологія Міту-2011»)
- 2012: оповідання «Привіт із минулого» (збірка «Справжня Фантастика-2012»)
- 2013: оповідання «Гроші» (збірка «Піастри»)
- 2013: оповідання «Критична помилка» («Російська фантастика-2013»)
- 2014: оповідання «„Пірати“ ХХ століття» («Справжня фантастика-2014»)

### Аудіокниги
- 2010: повість «Операція „Вірус“» (Вєров-Мінаков) — М.: Видавничий дім «Союз» (читає Сергій Чонішвілі)
- 2011: роман «Пан Чичиков» — М.: Видавничий дім «Союз» (читає Олександр Клюквін[ru]).

### Публікації в періодиці
- 1999 Три Графомана «По велению души» (Порог. № 10)
- 1999 Три Графомана «Бой» (Порог. № 12)
- 2000 Три Графомана «Ксенофоб» (Порог. № 3)
- 2000 Три Графомана «Поединок» (Порог. № 5)
- 2000 Три Графомана «Вторжение» (Порог. № 7)
- 2000 Три Графомана «Высадка на Нептун» (Порог. № 10)
- 2000 «Новогодний подарок» (Порог. № 12)
- 2011 «Степная ромашка» (Порог. № 2)
- 2001 «Путь на Восток» (Порог. № 5)
- 2001 «Вторжение-2» (Порог. № 7)
- 2001 «Вторжение-2 (окончание)» (Порог. № 8)
- 2001 «Вторжение-3. Вторжение-4» (Порог. № 9)
- 2001 «Метаморфозы» (Порог. № 11)
- 2001 «Большая Свалка» (Уральский Следопыт. № 11)
- 2001 «Отчего гибнут киллеры» (Порог. № 12)
- 2002 «Боевой Алфавит» (Порог. № 2)
- 2002 «День нестабильности». (Порог. № 9)
- 2002 «Сказка о космонавте, жителе одного молодого звёздного скопления» (Порог. № 11)
- 2003 «Их нравы» (Порог. № 2)
- 2003 «Отчего умер…» (Порог. № 9)
- 2003 «Ловушка для магов», під псевдонімом Г. Енакиев, Л. Ростиславский (Интересная газета. № 10)
- 2003 «Отчего гибнут киллеры» («Полдень. XXI век».[19] № 5-6)
- 2004 Я. Веров, Л. Ростиславский «Прижизненная слава» (Реальность фантастики. № 5)
- 2004 Я. Веров, Л. Ростиславский «Физика везения» (Химия и Жизнь.[20] № 9)
- 2005 «Высадка на Нептун» («Химия и жизнь» № 6)
- 2006 «Ангел Мщения» («Реальный мир». № 1)
- 2009 «Никогда не отвечайте незнакомцам» (Наука и жизнь.[21] № 12)
- 2010 Веров-Минаков «Cygnus Dei» (Если. № 9)
- 2011 Веров-Минаков «Дама с собачкой» (Популярная Механика.[22] № 1)

### Статті, інтерв'ю
- 2004: «А дальше нас уносит во Вселенную». Інтерв'ю М. Корець («Труд» — 24.03.2004. -№ 22)
- 2005: «Г. Гусаков. Человек Земли» («Химия и Жизнь» № 8)[23]
- 2007: «Ярослав Веров избыточен, но пародий не пишет». Інтерв'ю В. Іванченко (Книжная Витрина. — № 11)
- 2008: «Романы на экспорт». Інтерв'ю О. Доровських (Газета «24». № 50)
- 2008: «„Господин Чичиков“: духовная фантастика о Донецке». Інтерв'ю Т. Жукової (Акцент. № 65).
- 2008: Я. Веров, И. Минаков. «НФ — „золотое сечение“ фантастики» (FANтастика. № 6)
- 2009: Я. Веров, И. Минаков. «На своем поле» («Если» № 3)
- 2009: Я. Веров, И. Минаков. «Жертвоприношение» («Полдень, XXI век» № 4)
- 2009: Г. Гусаков. «В начале будет Слово? Размышления по поводу фестиваля фантастики „ФантОР“» (Наука и Жизнь. № 9)[24]
- 2010: Я. Веров, И. Минаков. «Утоление жажды» («Если» № 4)
- 2013: Я. Веров. «Писатель, как измерительный прибор» (Настоящая фантастика 2013)
- 2014: Я. Веров. «Хищные вещи века или век голода и убийств» («Настоящая фантастика-2014»)

## Нагороди та премії
- 2002: Інтерпрескон[ru]. Премія в номінації «Надкороткі оповідання»
- 2003: Зоряний міст. Найкраща дебютна книга. 1 місце «Золотий Кадуцей»[25]
- 2008: Басткон. Премія «Чаша Бастіону». 3 місце
- 2008: Басткон. Премія «Бісобій»
- 2008: Зоряний міст. Найкращий цикл, серіал і роман із продовженням. 1 місце «Золотий Кадуцей»[26]
- 2009: Бронзовий Ікар. Найращий художній твір
- 2009: Срібна стріла. Співтворення (найкраще співавторство)
- 2009: Срібна стріла. «Стрімкий домкрат»
- 2009: Басткон. Премія «Чаша Бастіону». 1 місце
- 2011: Басткон. Премія «Чаша Бастіону». 1 місце
- 2012: Сузір'я Аю-Даг. Премія «Сузір'я Малої Ведмедиці». 1 місце
- 2013: Басткон. Премія «Меч Бастіону».
- 2014: Басткон. Премія «Чаша Бастіону». 2 місце.
- 2014: Сузір'я Аю-Даг. Премія ім. О. Гріна «Золотий ланцюг»
- 2015: Філігрань. Премія «Мала Філігрань»

### Інтерв'ю
- Глеб Гусаков: «Мощная научная фантастика — признак великой державы!». Интервью с писателем. Архів оригіналу за 12 грудня 2012. Процитовано 29 липня 2012.
- Глеб Гусаков: «Союз физика и лирика». Архів оригіналу за 12 грудня 2012.
- «Работа писателя — подглядывать и подслушивать» Интервью с Ярославом Веровым Архівна копія на сайті Wayback Machine.

### Рецензії на твори Ярослава Вєрова
- Л. Р. Клягина. Жанровые вариации на классическую тему. Заметки о современных прочтениях Гоголя. Известия Уральского государственного университета, № 1/2 (63), 2009. Архів оригіналу за 17 грудня 2012.
- Конференция по русскому языку в Ялте — Невярович Н. Ю. о романе Ярослава Верова «Господин Чичиков». Архів оригіналу за 12 грудня 2012.
- Дмитрий Володихин о романе Ярослава Верова «Господин Чичиков». Архів оригіналу за 26 жовтня 2013. Процитовано 1 серпня 2012.
- Рецензия журнала «Мир Фантастики» на роман Верова-Минакова «Десант на Сатурн, или Триста лет одиночества». Архів оригіналу за 12 грудня 2012. Процитовано 29 липня 2012.
- Рецензия журнала «Мир Фантастики» на роман Верова-Минакова «Десант на Европу, или Возвращение Мафусаила». Архів оригіналу за 12 грудня 2012. Процитовано 29 липня 2012.

### Інше
- Веров Ярослав. Архів оригіналу за 7 лютого 2013. Процитовано 11 березня 2022. // Фантасты современной Украины. Энциклопедический справочник / под редакцией доктора филологических наук, профессора И. В. Чёрного. — Харьков : Издательский дом «Инвестор», 2007.
- Библиография автора. Архів оригіналу за 16 травня 2020. Процитовано 1 травня 2020.
- Статья о Глебе Гусакове (Ярославе Верове) в газете «Алуштинский вестник». Архів оригіналу за 12 грудня 2012.
- Ярослав Веров. Архів оригіналу за 12 грудня 2012.
- Партенит — чатланская планета. Архів оригіналу за 12 грудня 2012. Процитовано 26 жовтня 2013. — «Независимая газета» 27-10-2011